# Доминикански пезос
Доминикански пезос (шпански: Peso dominicano) је званична валута у Доминиканској Републици. Међународни код је DOP. Симбол за пезос је RD$. Издаје га Централна банка Доминиканске Републике. У 2009. години инфлација је износила 1,4%. Један пезос се састоји од 100 центавоса.
Постоје новчанице у износима 20, 50, 100, 200, 500, 1000 и 2000 пезоса и кованице 1, 5, 10 и 25 пезоса.